# IV. třída okresu Hradec Králové
IV. třída okresu Hradec Králové byla nejnižší okresní soutěž v okresu Hradec Králové. Její poslední dvě sezóny (2019/20 a 2020/21) nebyly z důvodu Coronavirové situace v ČR dohrány. Před začátkem sezóny 2021/22 byla soutěž z rozhodnutí Okresního fotbalového svazu Hradec Králové zrušena a všechny týmy z obou skupin byly automaticky přeřazeny do III.třídy, která se od nové sezóny rozdělila na dvě skupiny.

## Vítězové

### IV. třída okresu Hradec Králové skupina A
| Ročník      | Vítězný tým                  |
| ----------- | ---------------------------- |
| 2003/2004   | AFK Probluz "B"              |
| 2004/2005   | FK Jaroměř "B"               |
| 2005/2006   | TJ Dolany u Jaroměře         |
| 2006/2007   | TJ Sokol Sendražice          |
| 2007/2008   | FK Vysoká nad Labem          |
| 2008/2009   | FC Nový Hradec Králové "B"   |
| 2009/2010   | TJ Sokol Sendražice          |
| 2010/2011   | FC Slavia Hradec Králové „B“ |
| 2011/2012   | TJ Sokol Třebeš "B"          |
| 2012/2013   | FK Vysoká nad Labem "B"      |
| 2013/2014   | SK Slavia Libřice            |
| 2014/2015   | Lokomotiva Hradec Králové    |
| 2015/2016   | Sokol Lhota pod Libčany      |
| 2016/2017   | SK Libčany "B"               |
| 2017/2018   | SK Slavia Libřice            |
| 2018/2019   | TJ Sokol Sendražice          |
| 2019/2020*  | FK Kratonohy                 |
| 2020/2021** | FC Olympia 1901 "B"          |

* - soutěž byla ukončená po podzimní části soutěže  
** - soutěž byla přerušena a následně ukončena v polovině podzimní části soutěže

### IV. třída okresu Hradec Králové skupina B
| Ročník      | Vítězný tým                       |
| ----------- | --------------------------------- |
| 2003/2004   | FC Spartak Kobylice „B“           |
| 2004/2005   | TJ Bystřice Boharyně              |
| 2005/2006   | TJ Spartak Kosičky "B"            |
| 2006/2007   | TJ Jiskra Prasek                  |
| 2007/2008   | RMSK Cidlina Nový Bydžov "C"      |
| 2008/2009   | AFK Urbanice                      |
| 2009/2010   | TJ Sokol Ohnišťany                |
| 2010/2011   | TJ Sokol Kratonohy "B"            |
| 2011/2012   | TJ Bystřice Boharyně              |
| 2012/2013   | AFK Sokol Dobřenice               |
| 2013/2014   | TJ Sokol Roudnice "B"             |
| 2014/2015   | TJ Slavoj Syrovátka               |
| 2015/2016   | TJ Sokol Nepolisy „B“             |
| 2016/2017   | FK Lužec nad Cidlinou             |
| 2017/2018   | SK Klamoš                         |
| 2018/2019   | TJ Sokol Smidary - Červeněves "B" |
| 2019/2020*  | TJ Sokol Smidary - Červeněves "B" |
| 2020/2021** | FK Nechanice                      |